# Hans-Thoma-Gymnasium Lörrach
Das Hans-Thoma-Gymnasium (HTG) ist ein allgemeinbildendes Gymnasium in Lörrach und ist nach dem aus dem Schwarzwald stammenden Maler und Graphiker Hans Thoma benannt. Mit über 1300 Schülern ist das Hans-Thoma-Gymnasium das größte Gymnasium in Südbaden. Zusammen mit dem benachbarten Hebel-Gymnasium und der Theodor-Heuss Realschule bildet das HTG den Campus Rosenfels.

## Geschichte
Die Schule, die zunächst Bürgerschule hieß, wurde 1899 gegründet. 1912 erfolgte die Umbenennung in Realschule, ab dem Schuljahr 1927/1928 in Oberrealschule. Im Jahr 1929 legten zehn Schülerinnen und Schüler das erste Abitur ab. 1948 erhielt die Schule den heutigen Namen.
Das alte Schulgebäude in der Baumgartnerstraße und die alte Sporthalle wurden 1909 bis 1911 im Jugendstil erbaut und stehen heute unter Denkmalschutz. 1966 und 1999/2000 wurde die Gebäudekapazität durch große Erweiterungsbauten erheblich erhöht.
Bis 1997 war das Gymnasium nur mathematisch-naturwissenschaftlich orientiert. Seither bietet es auch einen neusprachlichen Zweig an. Außerdem wird seit dem Schuljahr 2018/2019 ein neues Profilfach namens IMP angeboten. Bei diesem werden die Fächer Mathematik, Physik und Informatik miteinander kombiniert. Aufgrund der Nähe zu Frankreich bietet das Hans-Thoma-Gymnasium seit dem Schuljahr 1971/1972 Französisch als erste Fremdsprache an. Vor allem in der Oberstufe bestehen Kooperationen mit dem benachbarten Hebel-Gymnasium.
Im April 2007 wurde durch naturwissenschaftlich interessierte Personen, die städtische Verwaltung und regional tätige Unternehmen das „phaenovum“ Schülerforschungszentrum Lörrach-Dreiländereck e. V. mit dem Ziel gegründet, die Bildung junger Menschen in Wissenschaft und Forschung zu fördern. Das phaenovum ist dem HTG angegliedert und befasst sich mit den Forschungsbereichen Physik/NanoSciences; Life Sciences/Biologie, Chemie; Informationstechnik/Robotik. Für internationale Schülerbegegnungen kooperiert das HTG mit Lörrach International.

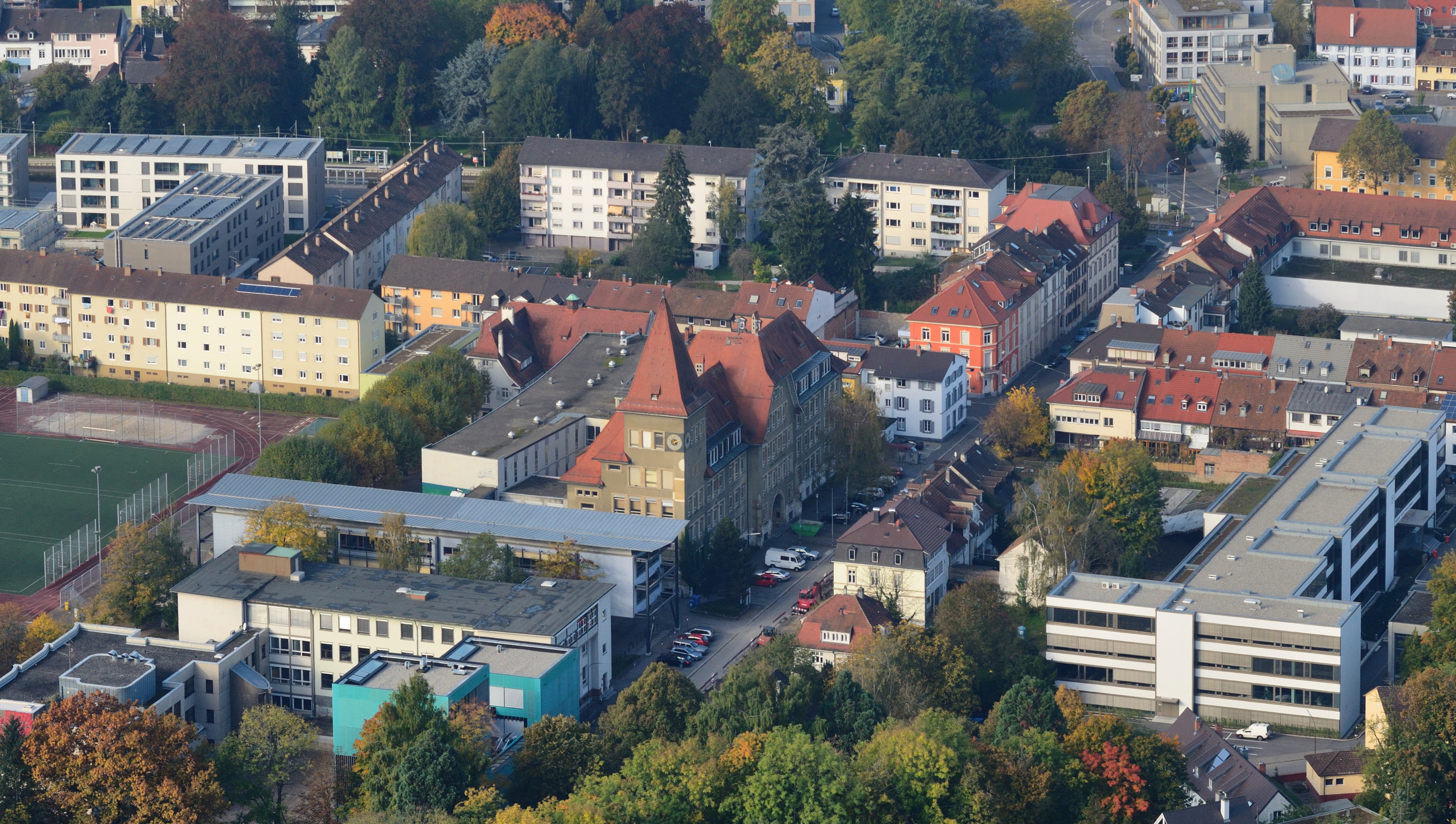
Luftbild des Hans-Thoma-Gymnasiums im Rosenfelscampus

In den Pfingstferien 2008 wurde die Mensa fertiggestellt, die sich Hans-Thoma-Gymnasium und Hebel-Gymnasium teilen. Trotz anfänglicher Skepsis der Schüler wurde sie in einem giftgrün gestrichen (Boden, Wände und Decke), mit schwarzen Tischen und Stühlen. Die Schülerkantine hat Platz für etwa 120 Schüler, es gibt aber Ausbaumöglichkeiten, sodass sie die doppelte Menge Schüler versorgen könnte.
Nach den Pfingstferien 2008 wurde ein 24-Stunden-Lauf von der Schule organisiert, in der Schüler für Geld von Sponsoren Runden um den Sportplatz und durch den Rosenfelspark liefen. Das Geld sollte der neuen Schülerbibliothek zugutekommen. Der Lauf fand von Freitag, dem 18. Juli auf Samstag, den 19. Juli statt und viele Schüler übernachteten in ihren Klassenzimmern. Zusammen wurden etwa 30.000 Euro eingenommen und über 10.000 km gelaufen.
2012 kam ein weiteres Gebäude hinzu, das TonArt, welches von HTG, Hebel-Gymnasium und Theodor-Heuss-Realschule als Kunst- und Musikbau genutzt wird.

## Beschreibung
Die Gebäude sind in vier Teile eingeteilt, in Altbau „A“, Naturwissenschaftlichen Bau „NW“, Neubau „N“ und das TonArt „Musik“ bzw. „Kunst“. Der 38,5 Meter hohe Turm bildet die architektonische Dominante des Altbaus. Zusätzlich zu der alten Halle wird auch die wesentlich größere Rosenfelshalle und der Sportplatz zusammen mit dem Hebelgymnasium zum Sportunterricht genutzt. Auch das TonArt wird zusammen mit dem Hebel-Gymnasium verwendet.
Das Gebäude entstand 1909/10 nach Plänen des Stadtbaudirektors Himbeck. Es ist ein Beispiel für die damals moderne, sich vom Historismus des 19. Jahrhunderts absetzende, aber in freier Form auf die regionale Bautradition Bezug nehmende Architektur. Der Regionalbezug im Sinne des damals tonangebenden Architekten Theodor Fischer besteht hier in der Übernahme des Schwarzwaldhausdaches (Halbwalmdach) über dem Mittelbau  und das auf den Turmhelm der evangelischen Stadtkirche anspielende Pyramidendach des Turmes (charakteristisch für Weinbrennerstilkirchen). Jugendstileinfluss verrät der Dekor der Portalzone. Bemerkenswert die Tendenz zur Versachlichung (schmucklose Fensterbänder).

## Schulleiter seit 1928
- 1928–1948: Paul Mayer
- 1948–1961: Heinrich Funck
- 1961–1970: Alfred Klar
- 1971–1977: Joseph Heimerl
- 1978–1992: Oskar Keller
- 1992–2002: Georg Raith
- 2002–2015: Hubert Bernnat
- seit 2015: Frank Braun

## Bekannte Schüler und Lehrer

### Schüler
Bekannte Schüler waren: Anneliese Augustin, Thomas Fleischer, Julia Glaser, Bernd Goering, Manfred Hugenschmidt, Werner D’Inka, Dieter Kaltenbach, Thomas Körner, Ulrich Lusche, Manfred Mutter, Erhard Richter, Enjott Schneider, Rainer Stickelberger, Roland Wiesendanger, Hilde Ziegler und Christian Klar. Von 1961 bis 1970 war Alfred Klar, der Vater von Christian Klar, Direktor des Hans-Thoma-Gymnasiums.
Nach zwei Schülern des Gymnasiums wurden für ihre Platzierungen in der Intel International Science and Engineering Fair 2018 im Jahr 2022 Asteroiden benannt: (34484) Kubetzko und (34488) Lennartresch.

### Lehrer
- Nikolaus Cybinski
- Bernd Kretschmer
- Dieter Walther
- Otto Wittmann
- Albrecht Schlageter

## Sonstiges
Drei Schüler des Hans-Thoma-Gymnasiums erzielten im Jahr 2015 bei dem Landeswettbewerb Jugend Forscht in Stuttgart einen ersten Platz.
Am 27. Mai 2018 belegte das HTG den 2. Platz bei „Jugend forscht Schule 2018“, dem Schulpreis der ständigen Konferenz der Kultusminister der Länder in der Bundesrepublik Deutschland.

## Bilder

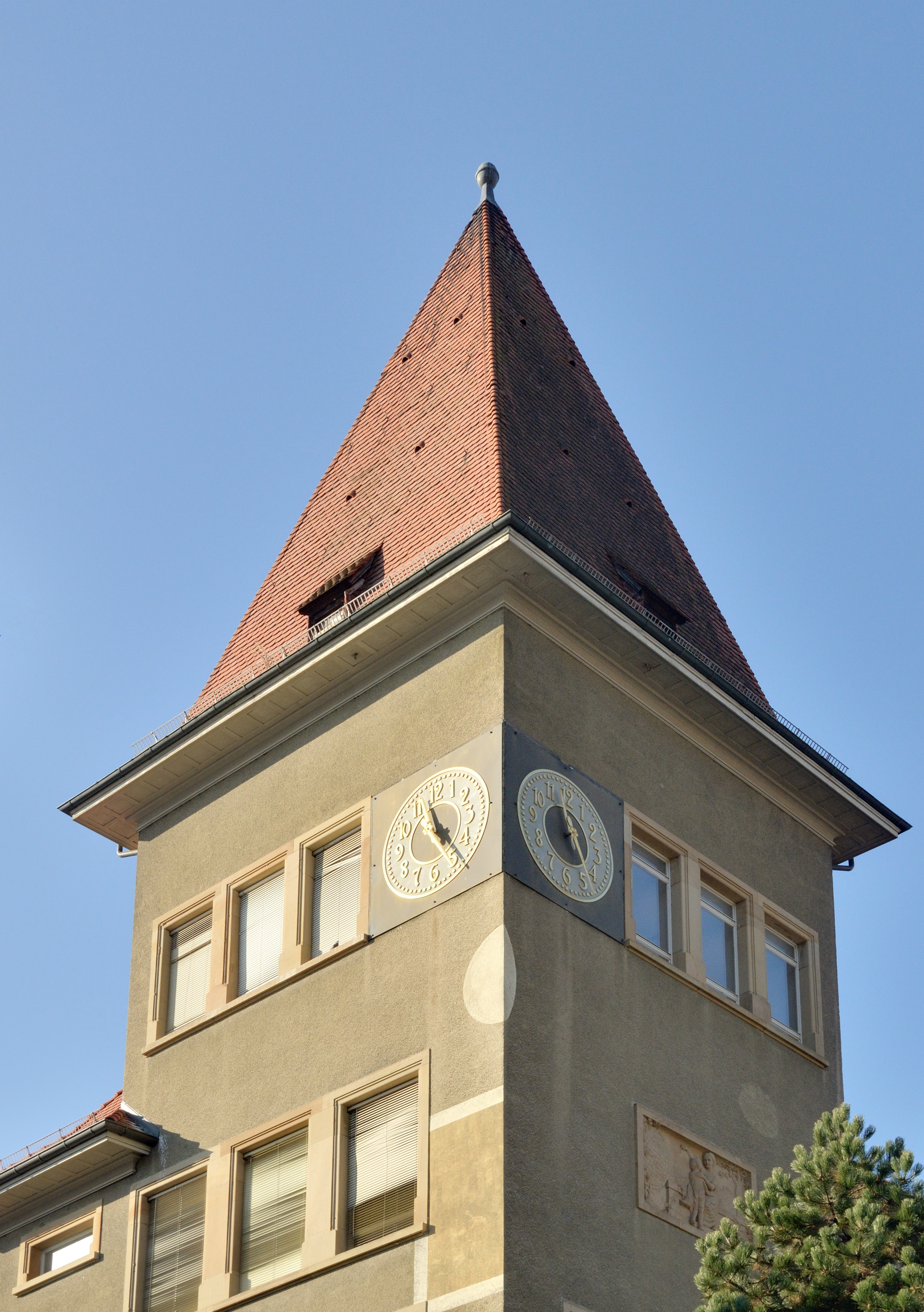
Uhrenturm
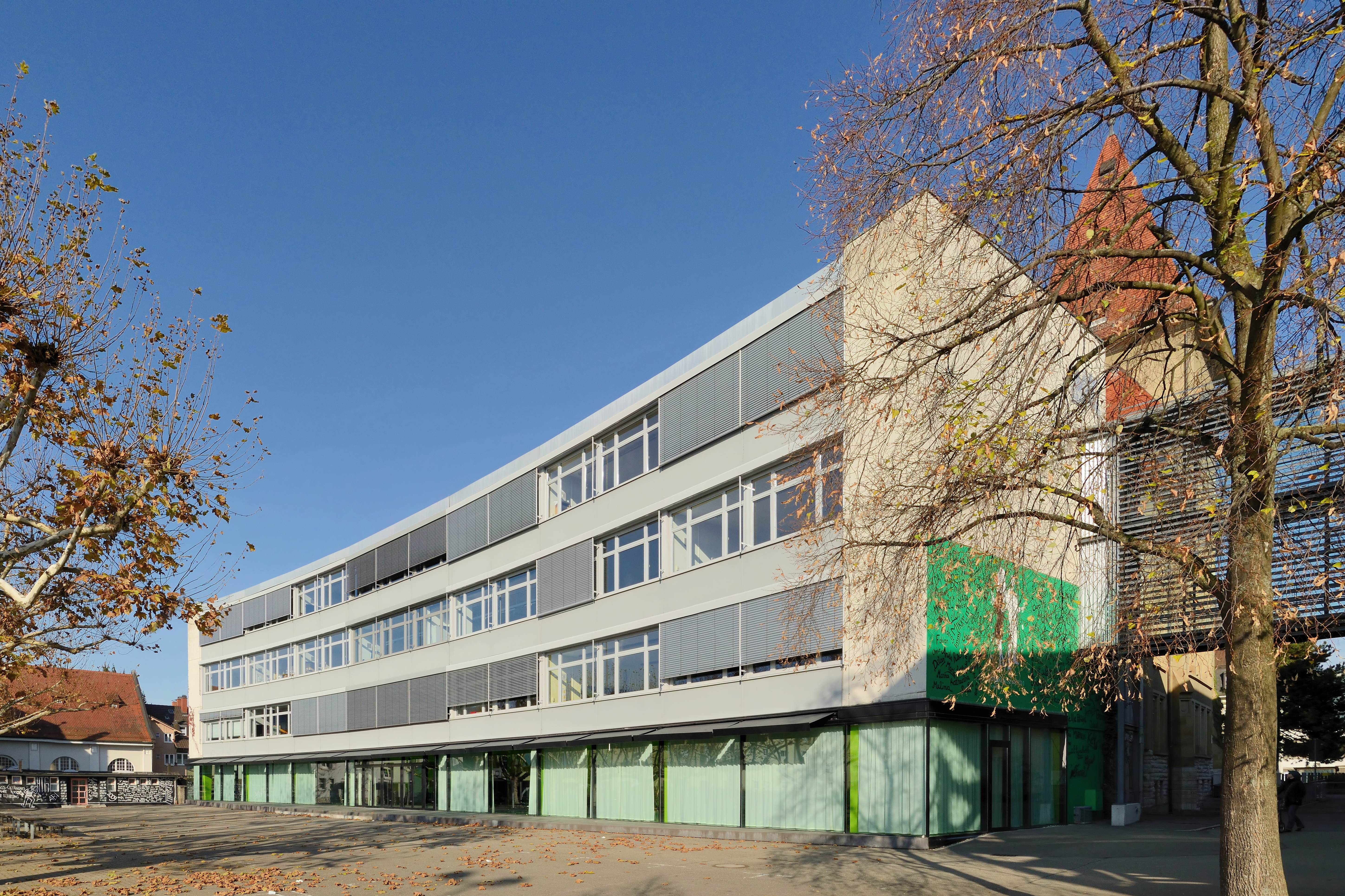
Rückseite
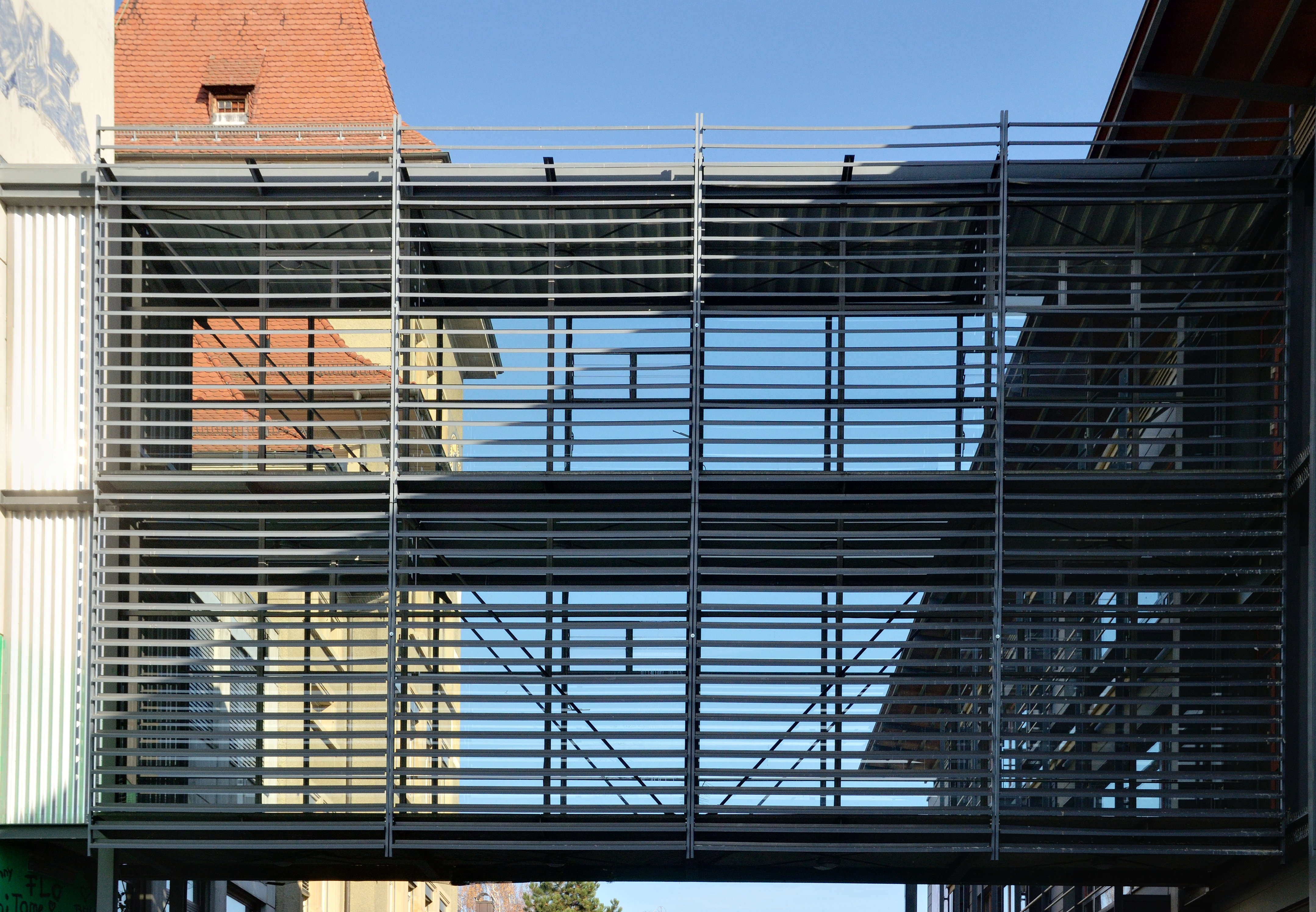
Zweigeschossige Verbindungsbrücke
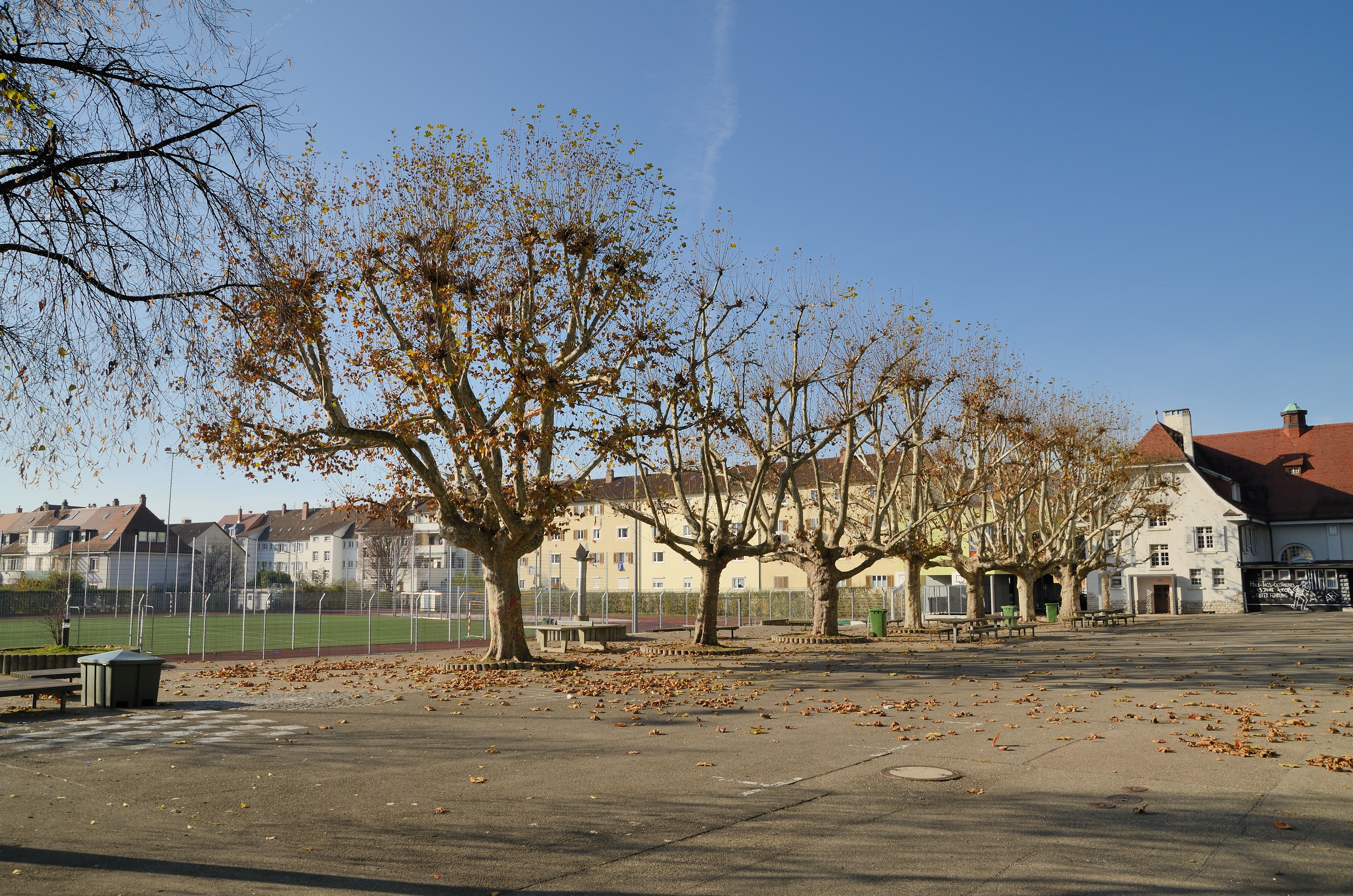
Pausenhof und Sportplatz
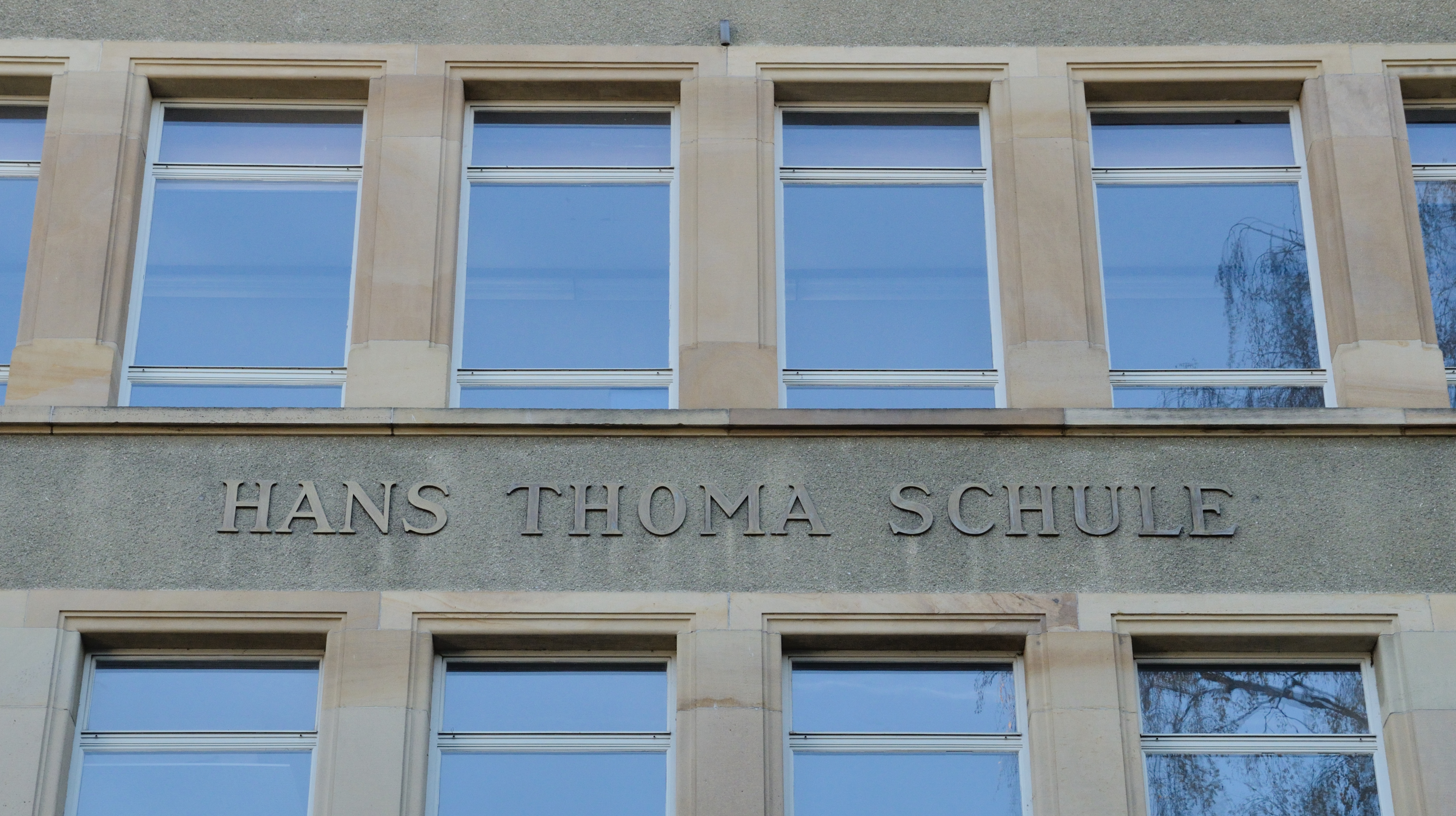
Schriftzug Hans Thoma Schule